# Samuel Maynez Champion
Samuel Maynez Champion es un músico, escritor, investigador y periodista mexicano.

## Biografía
Nació en la Ciudad de México el 12 de octubre de 1963.
Tiene estudios en el Conservatorio Nacional de Música de México, en la Escuela de Música de la Universidad de Yale (de 1982 a 1986) en el Conservatorio Verdi de Milán y en la Academia Chigiana de Siena, así como un doctorado en Estudios Mesoamericanos por la Universidad Nacional Autónoma de México. En cuanto a sus maestros, son de mencionarse los distinguidos violinistas Henryk Szeryng, Franco Gulli, Paul Kantor, Syoko Aki, Felice Cusano y Peter Rybar. Fue galardonado con el Premio del Instituto Italo-Latinoamericano de Roma.
Como violinista Maýnez Champion se ha presentado en escenarios como La Scala de Milán, el Collegio Papio de Ascona en Suiza, el Lincoln Theater de Miami, la Chartreuse de Avignon, el Museo Fernández Blanco de Buenos Aires, la Sala de la Cancillería de Quito, la Sala Nezahualcóyotl y el Palacio de Bellas Artes en México. Ha sido solista de muchas orquestas, entre las que destaca la Sinfónica Nacional de México, la Piccola Sinfónica di Milano, la Polifónica Ambrosiana, I Solisti Boticelli, la sinfónica finlandesa de Jyvaskyla, los Solistas de México, las sinfónicas de Aguascalientes, Guanajuato y San Luis Potosí. Ha participado, entre otros, en los festivales Gaude Mater de Polonia, de Le Settimane musicali di Maiori de Italia, en las Misiones de Chiquitos de Bolivia, de Teatro Latino de Miami y los Coloquios Internacionales Cervantinos de Guanajuato. Es director artístico del Alauda Ensemble, agrupación con la que ha grabado diversos fonogramas. Entre ellos, los discos Mariposas del Paraíso (Nestlé y HIMFG, 2003) y Reencuentros (Urtext, 2004). 
Dentro de sus creaciones literario-musicales, destaca su obra de teatro Antonio Lucio, la música de Dios", puesta en escena en 2001 por la compañía Teatro Italia que dirige Adalberto Rosseti, así como la Cantata escénica Un ingenioso Hidalgo en América que se estrenó dentro de los Coloquios Cervantinos de Guanajuato en 2005 y en la Feria Mundial del libro de Guadalajara, Jalisco. Con respecto a esta obra, compuesta al alimón con el oscarizado compositor argentino Luis Bacalov, es de citarse que ha sido merecedora de varios estudios y ensayos como los de Susan Campos en la Universidad Autónoma de Madrid y Jesús Ferrer Cayón en la Universidad de Alcalá de Henares.
Sobre su cuento Rondó se han hecho diversas representaciones con marionetas y bailarines.
Es también autor de una reelaboración en claves mexicanistas de la ópera Motecuhzoma II de Antonio Vivaldi, la cual se estrenó en 2009., con réplicas en 2010 dentro de las plazas públicas de la Delegación Tláhuac y el Cerro de la Estrella en la Ciudad de México. Tocante a esta obra, vale subrayar que es una aportación pionera ya que constituye la primera refutación argumental dentro del melodrama basado en personajes y hechos históricos.
En 2019 fue la obra elegida por la Secretaría de Cultura de la Ciudad de México para la conmemoración, en el Zócalo capitalino, de los 500 años de la llegada de Hernán Cortés a México-Tenochtítlan. Es este montaje con réplica en la Alcaldía de Iztapalapa se rompió récord en la ópera iberoamericana, ya que se registró la presencia de más de 46 mil asistentes. Los últimos reconocimientos son el premio de Dubái por haberse empleado en la musicalización de la App Nezahualcóyotl con la presea World Summit for Apps de 2015 y la escritura de una tesis en el departamento de Teatro y Música de la Universidad de Bolonia, Italia que se aprobó con mención honorífica en 2022, de la autoría de Giovanni Baleani. 
Desde 2007 hasta 2021 escribió 350 artículos en la columna Estro armónico de la revista Proceso.
Es catedrático del Conservatorio Nacional de Música e investigador del CENIDIM. Es colaborador de las revistas Archipiélago y Cambiavías.
Sus trabajos más recientes son la reelaboración del Episodio Guatimotzin de Aniceto Ortega, dotándolo del libreto del que carecía, de la yuxtaposición de instrumentos musicales prehispánicos y devolviéndoles la lengua a sus protagonistas, es decir, incorporando el náhuatl clásico y el maya, junto al español del siglo XVI. Esta reelaboración titulada ahora Cuauhtemóctzin, ópera en un acto, constituye el rescate de la obra con la que arrancó el nacionalismo musical mexicano en 1871.
Asimismo, acaba de crear -idea original y libreto- la cantata épica Cuitlahuátzin con música del eminente compositor mexicano Samuel Zyman y con traducción al náhuatl de Patrick Johanssson. 
De próxima aparición es su libro Aniceto Ortega del Villar, proto hombre de la música y la medicina mexicanas.

## Obras

### Libros
2014 - "De Música y de Músicos Vol. I" con prólogo de Julio Scherer García (Editorial Proceso)
2015 - "De Música y de Músicos Vol. II" con prólogo de Miguel León Portilla (Editorial Proceso)
2019 - "De Música y de Músicos Vol. III con prólogo de Elena Poniatowska Amor (Editorial Proceso)
2019 - Vivaldi y la Conquista de México; una verdadera tragedia musical, con prólogos de Enrique Graue, Patrick Johansson y Rafael Pérez Taylor. (UNAM Libros Proceso)